# Sowchoz

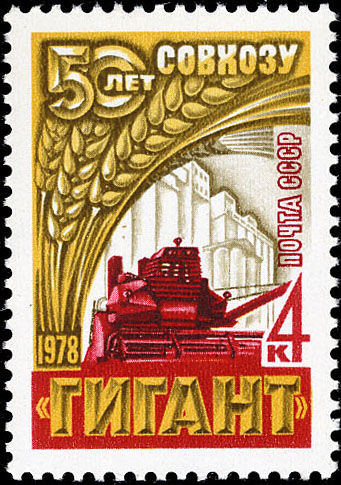
50-ta rocznica utworzenia sowchozu "Gigant" – znaczek Poczty ZSRR z 1978 roku

Sowchoz (ros. совхоз, ukr. радгосп) – państwowe gospodarstwo rolne, charakterystyczne dla gospodarki ZSRR, gdzie wszystkie środki produkcji i wytworzone produkty stanowiły własność państwa. Nazwa jest skrótowcem od sowietskoje choziajstwo (советское хозяйство), gospodarstwo radzieckie. W zależności od warunków technicznych, naturalnych i ekonomicznych poszczególne sowchozy specjalizowały się w określonej produkcji rolnej
Pierwsze sowchozy utworzono wskutek dekretu o ziemi z 26 października?/8 listopada 1917 roku, początkowo z części wywłaszczanych folwarków, później na niektórych gruntach przejmowanych przez państwo. Miały być wzorowymi, wyspecjalizowanymi i zmechanizowanymi przedsiębiorstwami produkcyjnymi. W odróżnieniu od kołchozów, które formalnie były spółdzielniami, sowchozy były państwowymi przedsiębiorstwami rolnymi. W sowchozach obowiązywały gospodarka planowa i częściowo fikcyjny rozrachunek finansowy, przez cały czas istnienia miały problemy gospodarcze.
Gospodarka rolna oparta na sowchozach i niewiele w praktyce różniących się kołchozach okazała się na dłuższą metę niewydolna, działała w oderwaniu od racjonalności ekonomicznej. Ceny zbytu płodów rolnych i wytworów produkcji zwierzęcej oraz ceny zakupu maszyn i surowców do produkcji były ustalane centralnie, zakłady dostarczające maszyny i surowce oraz w większości zakłady skupujące produkty były państwowe. Tylko niewielka część produktów mogła być sprzedawana lokalnie. Pensje były stałe i w niewielkim stopniu zależące od pracy, od lat 1960. także w kołchozach. Faktycznie brakowało bodźców ekonomicznych do racjonalizacji działalności, jak również niska pozostawała motywacja pracowników. Wyższe urzędowe ceny zbytu produktów w mniej dogodnych klimatycznie lub bardziej oddalonych strefach, np. za kręgiem polarnym i na rosyjskim Dalekim Wschodzie, motywowały do umieszczania tam produkcji, mimo mniejszej opłacalności ekonomicznej. Produkcja rolna wymagała dotacji państwowych, lecz ceny gotowych produktów dla ludności pozostawały stosunkowo niskie. Kryzys szczególnie ujawnił się w latach 1980. i podczas transformacji ustrojowej lat 1990. W tym okresie wydajność produkcji np. ziarna z hektara w ZSRR była ponad dwukrotnie niższa niż w Europie Zachodniej i USA oraz niższa od średniej światowej.
W 1962 roku istniało 7375 sowchozów, w 1974 roku 17700, a w 1989 roku 23300 gospodarujących na 107,9 mln hektarów. Pogłowie bydła sowchozowego wynosiło 41,3 mln sztuk (w tym 12,7 mln krów), 26,9 mln sztuk świń, 65 mln sztuk owiec i kóz. Michaił Gorbaczow częściowo zreformował sowchozy w ramach pieriestrojki, po upadku ZSRR i przywróceniu prywatnej własności ziem część sowchozów rozwiązano.